# Janusz Kotliński
Janusz Kotliński (Łódź, 19 de fevereiro de 1946) é um desportista polaco que competiu em ciclismo na modalidade de pista, especialista na prova de tándem.
Ganhou duas medalhas no Campeonato Mundial de Ciclismo em Pista, nos anos 1975 e 1976.

## Medalheiro internacional
| Campeonato Mundial | Campeonato Mundial           | Campeonato Mundial | Campeonato Mundial |
| Ano                | Lugar                        | Medalha            | Competição         |
| ------------------ | ---------------------------- | ------------------ | ------------------ |
| 1975               | Rocourt ( Bélgica)           | Medalha de ouro    | Tándem (A)         |
| 1976               | Monteroni di Lecce ( Itália) | Medalha de ouro    | Tándem (A)         |